# Flis
Træflis er fast træmateriale som er skåret eller delt i mindre stykker.
Træflis er fast brændstof af biomasse til biobrændsel og det er et råmateriale til papirmasse. Det benyttes også som dækmateriale mellem planter og træer i haver, parker og som bioreaktor til denitrifikation. En maskine til at fremstille træflis kaldes en flishakker.